# Under Siege (jogo eletrónico)
Under Siege é um jogo exclusivo para PlayStation 3 da empresa portuguesa Seed Studios.
O lançamento deste jogo de estratégia, exclusivo para a Playstation 3, estaria agendado para o dia 27 de Abril de 2011 na Europa e para o dia 3 de Maio de 2011 na América do Norte. Contudo, problemas técnicos no serviço da Playstation Network adiaram o lançamento mundial do videojogo.
O videojogo já se encontra disponível na Playstation Store desde o dia 2 de Junho de 2011, acompanhando assim o regresso mundial do serviço virtual da Sony. O título encontra-se também disponível no mercado asiático desde o dia 23 de Agosto de 2011. Singapura, Tailândia, Taiwan, Hong Kong, Malásia, Coreia do Sul e Indonésia juntam-se a cerca de 50 países que já jogam o videojogo. 
Under Siege apresenta um modo de campanha single player, multiplayer via online e também co-op. Há também um editor de níveis que permite fazer e compartilhar mapas. O jogo tem como ambiente um mundo de fantasia medieval e segue a história de Eirik, Kari e Asgeir (ver galeria). Apesar de ser um jogo da PSN, dada a sua escala, tem um conjunto completo de Troféus com Platinum ao invés de um número menor como a maioria dos lançamentos da PSN.

## História
De todas as raças que habitam este mundo, os seres humanos são os únicos que evoluíram para viver nas montanhas e se adaptaram ao frio agreste do Norte. Estabeleceram-se em vários lugares onde a terra era fértil e construíram os seus acampamentos, passando a viver isolados do resto do mundo e mesmo entre si. As relações comerciais com as povoações vizinhas limitavam-se a trocas comerciais ocasionais bem como à organização de grupos de caça durante o inverno, altura do ano em que a agricultura não era suficiente para sustentar cada aldeia. Assim, cada povoação treinou um pequeno número de indivíduos, geralmente orientados pelos seus pais, os quais haviam sido, também eles, guerreiros na geração anterior. Estes homens foram treinados para desencadear frequentes ataques contra animais selvagens e saqueadores.
Um dia, Ingvar,um grande guerreiro, decidiu unificar os seres humanos sob uma única bandeira. Detentor de uma personalidade carismática, Ingvar conseguiu convencer as aldeias vizinhas a construírem uma cidade fortificada, um lugar de paz, protegido por um grupo de soldados. E assim, nasceu a "Citadel". Ao longo dos anos que se seguiram, foram muitos os que aderiram à fortificação criada por Ingvar, atraídos pela promessa de protecção e prosperidade. Isto conduziu a que os diversos abrigos e aldeias se mudassem progressivamente para a "Citadel".
Mas, de repente, algo muda na visão de Ingvar sobre o mundo. É então que ele decide pôr fim ao comércio com as povoações vizinhas, considerando que eram más influências para o povo da "Citadel", considerando que essas provoações estariam a conspirar para derrubá-lo. Considerou como inimigas todas as aldeias que tentassem permanecer independentes da "Citadel" e ordenou um ataque. Aqueles que expressassem uma opinião contra as suas ordens ou que tentassem abandonar a "Citadel", seriam rapidamente perseguidos ou eliminados.
"A expansão do reino continuou a ferro e fogo ..." 

## Jogabilidade
Under Siege é um jogo de táticas em tempo real exclusivo para a PlayStation 3 com distribuição a partir da loja virtual da PlayStation Network.
Inclui um modo de campanha para um único jogador, apresentando também compatibilidade com o modo multiplayer online. Possui um editor de níveis que permite aos jogadores criarem os seus próprios mapas e compartilhá-los com o mundo. O jogo é compatível com o Dual Shock / Controller Sixaxis e com PlayStation Move.
Suporta 2 jogadores no modo online, 2 jogadores em ecrã dividido, vídeo e chat de voz no jogo e nos lobbies. Apresenta compatibilidade com XMB, suporta gravação de vídeo e permite ouvir música de forma personalizada.
Under Siege dá "ênfase especial" ao conteúdo gerado pelo utilizador e centra a sua acção nas batalhas de jogo, de acordo com o site oficial. O videojogo foi concebido tendo em conta as especificidades e comandos da consola Playstation 3. A jogabilidade é orientada exclusivamente para o combate entre unidades e não está focada na gestão de recursos e/ou construção de edifícios. O exército do jogador ganha experiência em batalhas e cada exército pode incorporar diversos tipos de raças.

## Principais Características
- Dualshock 3 e suporte para PlayStation®Move
- 2 jogadores online e splitscreen
- Vídeo e chat de áudio para jogos on-line
- Banda sonora personalizada
- Vídeo e captura de imagem suportado

Capa da versão inglesa da banda desenhada "Under Siege: Primeiro Encontro".

- Full HD 1080p
- Suporte para Dolby Digital 5.1
- Disponível em 6 idiomas

### Multiplayer
Under Siege inclui modos de jogo multiplayer com partidas online para até 2 jogadores online e 2 jogadores em ecrã dividido. O jogo permite os modos Deathmatch, Ponto de Captura, Treasure Capture, e modos de sobrevivência de jogo multiplayer.

### Editor de Níveis
Ele permite a criação de novos mapas, modos de jogo e histórias. Actualmente com centenas de ferramentas que permitem variadas coisas, tais como:
- Escultura e pintura do terreno
- Adição de água para criar rios e lagos
- Alterando a intensidade da iluminação, cor, posição e outros efeitos
- Colocação e rotação adereços como árvores, casas, muros e mais
- A colocação das unidades e determinar sua AI, a linha de cor vista, e equipe
- Criar cenas com suas próprias linhas de texto e muitos personagens diferentes
- Acima de tudo, os usuários podem criar sua própria lógica com um sistema de gatilho simples que permite a criação de novos tipos de níveis, modos e uma jogabilidade totalmente diferente.

## Banda Desenhada
Antes do lançamento de Under Siege, uma história em banda desenhada, disponível gratuitamente no site oficial, intitulada "Under Siege: Primeiro Encontro" (ing: Under Siege: First Encounter), foi lançada para definir o cenário do jogo.

## Recepção
O videojogo obteve uma pontuação de 7/10 na conceituada revista britânica Edge. Segundo a crítica, "Under Siege pode ser um jogo para download, mas não é certamente um desperdício. É envolvente e uma amostra satisfatória do género RTS para os jogadores iniciados, sem deixar de ser um teste de resistência para quem pensa que é suficientemente duro." 
A revista britânica GamesMaster atribui-lhe a classificação de 84%. Segundo esta publicação, Under Siege "é um jogo simples, mas profundo, e que merece que sejam despendidas horas de diversão nele".
O site de criticas agregadas Metacritic dá uma avaliação de 69/100% baseado em 16 criticas profissionais.
Bruno Galvão do site Eurogamer Portugal refere que: "É um jogo divertido e acessível mesmo para quem nunca ponderou o género (...) Consegue oferecer uma das propostas com maior valor de retorno em todo o catálogo do serviço. Além do mais, todo este mundo apresentado consegue cativar, ficando o mote para mais trabalhos do estúdio e ficamos à espera de um Under Siege 2." 
O site Gamespot dá uma pontuação de 7/10 referindo que "...a excessiva dificuldade, muito dura, e uma falta de profundidade impede que o jogo seja um sucesso completo." 
O site IGN dá ao jogo uma critica de 5/10 queixando-se principalmente da grande dificuldade do jogo, chegando a dizer que "...apesar de jogar há mais de 20 anos videojogos nunca encontrei um jogo que simplesmente não consigo progredir por ser muito difícil..." explica.

Para a maioria da critica, Under Siege tem como pontos fortes o design e a arte inovadora.

O site português MyGames, especializado em vídeojogos, dá uma pontuação de 82, classificando o jogo como "Bom", tendo como pontos fortes: um RTS que funciona bem em consola, ambiente e arte, o editor de mapas, o Online competitivo e a compatibilidade com Youtube e o Facebook e o muito conteúdo a baixo preço. Como pontos fracos refere que não é acessível a todos os estilos de jogadores, a ausência de vozes, elementos e personagens repetidos ao longo da aventura, e que o comando Move poderia funcionar melhor.
O portal norte-americano Playstation Lifestyle refere que "Under Siege é um jogo RTS que se desvia da fórmula a que a maioria dos jogadores se acostumaram. A ausência de construção de edifícios e gestão de recursos abre caminho a que os jogadores possam gerir as suas unidades em tempo real num mundo impiedoso, onde inimigos vêm de todos os ângulos, e os jogadores devem permanecer atentos em todos os momentos." O mesmo site refere que a utilização do Move contribui para uma experiência inovadora, e os modos online / offline são divertidos, embora tenha como ponto fraco a pouca selecção de mapas. O site realça ainda a importância do editor/criador de mapas.
O blog português "Blog - Tecnologia" pontua o videojogo com uma nota de 8 em 10, alegando que "Under Siege é um jogo sólido e competente e que demonstra de forma exemplar que é possível transportar para as consolas um género criado para PC, a estratégia em tempo real. Acompanhado de uma jogabilidade intuitiva, embora difícil, este jogo acaba por ser uma experiência diferente e positiva." 

### Prémios
Under Siege foi galardoado com o "Grande Prémio Zon: Criatividade em Multimédia 2010" e conquistou ainda o primeiro lugar na categoria de "Conteúdos e Aplicações Multimédia".

## Galeria de Personagens

Kari
Asgeir
Eirik